# タイム・イズ・オブ・ジ・エッセンス
『タイム・イズ・オブ・ジ・エッセンス』（Time Is of the Essence）は、アメリカ合衆国のジャズ・サクソフォーン奏者、マイケル・ブレッカーが1999年に発表したスタジオ・アルバム。

## 背景
ブレッカーによれば、本作の作風はラリー・ヤングのアルバム『ユニティ』からの影響が強いとのことで、一部の曲では、同アルバムにも参加したエルヴィン・ジョーンズがドラムスを担当している。パット・メセニーが2曲を提供しており、そのうち「アズ・アイ・アム」は、パット・メセニー・グループ名義のアルバム『カルテット』（1996年）収録曲の再演である。また、「タイムライン」は、後にメセニーのリーダー・アルバム『SIDE-EYE NYC』（2021年）で再演された。

## 反響・評価
母国アメリカでは、『ビルボード』のジャズ・アルバム・チャートで5位に達した。
第43回グラミー賞では、本作が最優秀ジャズ・インストゥルメンタル・アルバム賞にノミネートされ、収録曲「アウトランス」が最優秀ジャズ・インストゥルメンタル・ソロ賞にノミネートされた。William Ruhlmannはオールミュージックにおいて5点満点中3点を付け「ジョーンズを従えた曲、特に冒頭の"Arc of the Pendulum"と締め括りの"Outrance"（いずれもブレッカーのオリジナル曲）では、ブレッカーは自由奔放に演奏して積極的にリズムを横断し、ジョン・コルトレーンに敬意を表している」と評している。

## トラック・リスト
特記なき楽曲はマイケル・ブレッカー作曲。10.は日本盤ボーナス・トラック。
| #   | タイトル                                                                                         | 作詞 | 作曲・編曲 | 時間  |
| --- | ------------------------------------------------------------------------------------------------ | ---- | ---------- | ----- |
| 1.  | 「アーク・オブ・ザ・ペンデュラム - Arc of the Pendulum」                                         |      |            | 9:00  |
| 2.  | 「サウンド・オフ - Sound Off」(Larry Goldings)                                                   |      |            | 6:04  |
| 3.  | 「ハーフ・パスト・レイト - Half Past Late」                                                      |      |            | 7:54  |
| 4.  | 「タイムライン - Timeline」(Pat Metheny)                                                         |      |            | 6:06  |
| 5.  | 「ザ・モーニング・オブ・ジス・ナイト - The Morning of This Night」                               |      |            | 7:41  |
| 6.  | 「ルネッサンス・マン[エディ・ハリスに捧ぐ] - Renaissance Man (for Eddie Harris)」(George Whitty) |      |            | 8:36  |
| 7.  | 「ドクター・スレイト - Dr. Slate」                                                               |      |            | 7:40  |
| 8.  | 「アズ・アイ・アム - As I Am」(P. Metheny)                                                       |      |            | 6:49  |
| 9.  | 「アウトランス - Outrance」                                                                      |      |            | 10:08 |
| 10. | 「ルネイションズ - Lunations」                                                                   |      |            | 5:48  |

## パーソネル
- マイケル・ブレッカー – テナー・サクソフォーン
- パット・メセニー - ギター
- ラリー・ゴールディングス - オルガン
- エルヴィン・ジョーンズ - ドラムス(on #1, #4, #9)
- ジェフ・テイン・ワッツ - ドラムス(on #2, #5, #7)
- ビル・スチュワート - ドラムス(on #3, #6, #8, #10)